# Lulach I de Escocia
Lulach I (Lulach mac Gille Coemgáin) (n. 1030 - † 17 de marzo de 1058), fue rey de Escocia del 15 de agosto de 1057 al 17 de marzo de 1058. Era hijastro de Macbeth de Escocia.

## Biografía
Parece haber sido un rey débil, y de hecho era conocido como Lulach el Simple o Lulach el Bufón. Tiene, sin embargo, la distinción de ser el primer rey de Escocia del que se conservan datos de su coronación. Fue coronado el 15 de agosto de 1057 en Scone.
Lulach era hijo de Gruoch de Escocia (Lady Macbeth), y de su primer matrimonio con Gille Coemgáin, Mormaer de Moray, y por tanto hijastro del rey Macbeth. Tras la muerte en batalla de este último en 1057, los seguidores del rey situaron a Lulach en el trono, pese a la gran resistencia de la facción de Malcolm III Canmore. Lulach I reinó tan solo por unos meses, y fue finalmente asesinado y sucedido por Malcolm III, el 17 de marzo de 1058. Así acabó el periodo puramente céltico de la historia de Escocia.
Lulach estaba casado con Finnghuala de Angus. Su hijo Máel Snechtai era Mormaer de Moray, mientras que Óengus de Moray era nieto de Lulach por parte de su hija.
Se presupone que sus restos yacen en la isla sagrada de Saint Columba de Iona en, o alrededor del, monasterio. El lugar preciso de su tumba se desconoce.
| Predecesor: Macbeth de Escocia | Rey de Escocia 1057–1058 | Sucesor: Malcolm III Canmore |